# Laura Codruța Kövesi
Laura Codruța Kövesi, născută Lascu, (n. 15 mai 1973, Sfântu Gheorghe, Covasna, România) este un procuror român care ocupă funcția de procuror-șef la Parchetul European. Anterior a ocupat funcția de procuror-șef al Direcției Naționale Anticorupție (DNA) din 2013 până în 9 iulie 2018. Înainte de această funcție, Kövesi a fost procuror la Sibiu și procuror general al României. La data numirii, în 2006, Kövesi a fost prima femeie și cel mai tânăr procuror general din istoria României. Ea este, de asemenea, după decembrie 1989, singurul procuror general care și-a dus mandatul până la capăt.

## Originea și studiile
Laura Kövesi este fiica procurorului Ioan Lascu, care a deținut din 1980 până în 15 ianuarie 2010 funcția de șef al Parchetului de pe lângă Judecătoria Mediaș. Fratele ei, Sergiu Lascu, a devenit în 2010 director general adjunct al Direcției Tehnologia Informației și Comunicare din Transgaz.
Laura Kövesi a absolvit învățământul preuniversitar la Mediaș, unde a evoluat ca baschetbalistă la Club Sportiv Școlar Mediaș. De acolo a fost selecționată în echipa națională de baschet feminin-cadete a României, cu care a câștigat în 1989 la Timișoara titlul de vicecampioană europeană. Între 1991-1995 a urmat cursurile Facultății de Drept în cadrul Universității Babeș-Bolyai și urmează cursuri de studii aprofundate în Drept Judiciar la Facultatea de Drept a Universității ”Lucian Blaga” din Sibiu (1996-1997).
În Timișoara, pe 16 decembrie 2011, la Universitatea de Vest obține titlul de doctor în drept având drept teză "Combaterea crimei organizate prin dispoziții de drept penal", coordonator av. Viorel Pașca, iar din comisia de doctorat: av. Radu Ioan Motica, Tudorel Toader, av. Dorel Lucian Julean, av. Viorel Pașca.

## Activitatea profesională
Între 15 septembrie 1995 - 1 mai 1999 a fost procuror la Parchetul de pe lângă Judecătoria Sibiu.
În 2 octombrie 2006 l-a înlocuit pe Ilie Botoș la conducerea Parchetului de pe lângă ÎCCJ. Din acea poziție, a cerut ridicarea imunității mai multor demnitari și a schimbat procurorii care tergiversau cercetarea dosarelor Revoluției din 1989 și mineriadelor. De asemenea, a produs iritarea Consiliului Superior al Magistraturii (CSM) după ce a cerut retragerea membrilor acestuia care au decizii de pensionare, dar și, în general, pensionarea procurorilor aflați în această situație. Astfel, deși în 2006 primise aviz favorabil din partea CSM pentru a fi procuror general, în 2009, când a venit timpul să fie confirmată în funcție, CSM a dat aviz negativ, iar președintele Traian Băsescu a trecut peste acest aviz consultativ și a numit-o din nou în funcție.

### Direcția Națională Anticorupție
În 2013, în condițiile unui conflict politic pe domeniul justiției, finalizat printr-o înțelegere între președintele Traian Băsescu și premierul Victor Ponta, care atunci îndeplinea și interimatul funcției de ministru al justiției, Kövesi a fost propusă la conducerea Direcției Naționale Anticorupție (DNA), în timp ce Tiberiu Nițu a fost propus procuror general în locul lui Kövesi; iar Băsescu a acceptat ambele propuneri.
Sub conducerea lui Kövesi, DNA-ul a făcut progrese notabile împotriva corupției la nivel înalt în România, având succes în urmăririle penale ale primarilor, parlamentarilor, miniștrilor și a unui prim-ministru. În Bilanțul DNA pe anul 2015, Kövesi a anunțat că „în dosarele trimise în judecată banii dați mită au fost de 431 milioane euro”.
Kövesi a fost descrisă de cotidianul britanic The Guardian în 2015 ca un „procuror-șef liniștit și modest care aduce trofeu după trofeu”, și conduce „o luptă împotriva corupției fără rival în țările Europei de Est”. Mandatul său de șef al DNA-ului a sporit considerabil încrederea publică în instituție, atât în România, cât și în întreaga UE, cu un sondaj din septembrie 2015 care arată că 60% dintre români au încredere în DNA (față de 61% pentru Biserica Ortodoxă Română și doar 11% pentru Parlament). Sondajul realizat de INSCOP Research în decembrie 2015, arată că 61,2% dintre români au declarat că au încredere în DNA. La sondajul INSCOP din aprilie 2016 încrederea românilor în DNA a fost de 59,8%.
În februarie 2016 Kövesi a fost renominalizată pentru funcția de procuror-șef de către Ministerul Justiției, pe baza rezultatelor pozitive obținute de DNA sub conducerea acesteia. La 6 aprilie 2016 președintele Klaus Iohannis a anunțat că a semnat decretul de numire a Laurei Codruța Kövesi pentru un nou mandat de 3 ani în fruntea DNA.
În noiembrie 2017, în cadrul unui interviu acodat postului de televiziune Euronews, Kövesi a declarat că "întregul sistem de justiție s-a confruntat cu atacuri incredibile, de la știri false la contractarea de companii specializate în intimidare și hărțuire".
La 5 mai 2020 Curtea Europeană a Drepturilor Omului (CEDO) a stabilit că România a încălcat drepturile procurorului-șef al DNA, Laura-Codruța Kövesi, prin revocarea acesteia din funcție, înainte de încheierea mandatului. Decizia din 5 mai 2020 a CEDO a fost luată în unanimitate. CEDO a stabilit că s-au încălcat dreptul la un proces echitabil (Articolul 6 §1 din Convenția Europeană a Drepturilor Omului) și dreptul la libera exprimare (Articolul 10 din aceeași Convenție).  Kövesi nu a solicitat despăgubiri bănești din partea statului român.

#### Răspunsul celor anchetați de DNA
La 11 februarie 2018, fostul deputat PSD Vlad Cosma, inculpat pentru trafic de influență, a prezentat înregistrări audio și video la postul de televiziune Antena 3 acuzând pe procurorul-șef al DNA Ploiești, Lucian Onea, și pe fostul procuror DNA Mircea Negulescu că i s-ar fi cerut să falsifice probe pentru un dosar vizându-i pe Sebastian Ghiță și fostul premier Victor Ponta. În aceeași emisiune, procurorul suspendat din DNA, Mihaiela Iorga Morar și fostul deputat PSD Sebastian Ghiță, care a fugit din țară după ce a fost anchetat în mai multe dosare instrumentate de DNA, iar în prezent are azil politic în Serbia, au făcut acuzații la adresa Laurei Kövesi.
La 14 februarie, procurorul-șef al DNA a ținut o conferință de presă spunând că atacul din ultima perioadă asupra justiției nu este întâmplător, că "asistăm la un festival disperat al inculpaților" care vizează "îngenuncherea statului român, umilirea societății", justiția fiind "sub asalt" de peste un an de zile. Întrebată dacă ar fi cazul să solicite demisia procurorului șef al DNA Ploiești, Kövesi a spus că nu are toate elementele pentru a face acest lucru.
La o săptămână după această conferință de presă, în data de 22 februarie 2018, ministrul justiției, Tudorel Toader, a prezentat un raport al activității manageriale a șefei DNA, anunțând că va cere revocarea din funcție a acesteia. Raportul a primit aviz negativ din partea CSM, votul din ședință fiind de 6-1 împotriva cererii de revocare, votul „pentru" aparținând ministrului Tudorel Toader. Avizul CSM este unul consultativ iar la 16 aprilie 2018 președintele Iohannis a anunțat că nu o revocă pe Laura Codruța Kövesi din funcția de procuror-șef al Direcției Naționale Anticorupție precizând că "în mare parte, ele [motivele de revocare] nici nu corespund prevederilor legale aplicabile".
În data de 30 mai 2018 Curtea Constituțională a decis că există un conflict instituțional, după ce Guvernul a sesizat un posibil conflict între Executiv și Președinție, ca urmare a faptului că președintele Klaus Iohannis a refuzat să o revoce pe Laura Codruța Kovesi, procuror șef al DNA. Curtea Constituțională arată, în comunicatul oficial că șeful statului urmează să emită decretul de revocare din funcție a procurorului-șef al Direcției Naționale Anticorupție, Laura Codruța Kovesi, iar președintele s-a conformat pe 9 iulie.
În 13 februarie 2019, Laura Codruța Kövesi a anunțat că a fost citată la Secția de investigare a infracțiunilor din Justiție, un organism aflat sub control politic instituit de guvernul Viorica Dăncilă printr-o ordonanță de urgența criticată pe larg de cancelariile europene, în calitate de suspect într-un dosar în care acuzațiile sunt de abuz în serviciu, luare de mită și mărturie mincinoasă. Ulterior, pe 7 martie 2019, ea a fost citată și anchetată de către procurori, la sfârșit fiind notificată de faptul că este cercetată într-un al doilea dosar, în calitate de suspectă, unde este invinuită pentru represiune ilegală și coordonarea un grup organizat de procurori ce trimiteau ilegal în judecată oamenii. Ulterior, pe data de 28 martie, în calitate de inculpat, a fost plasată sub control judiciar și a primit interdicția de a părăsi țara.
Potrivit propriilor declarații, Kövesi era vizată în 2019 de 18 dosare penale, cu acuzații de abuz în serviciu, cercetare abuzivă și represiune nedreaptă, din care cel mai cunoscut este cel produs în urma denunțului lui Sebastian Ghiță, judecat pentru fapte de corupție, în prezent având azil politic în Serbia.

#### Cazul Black Cube
La 6 aprilie 2016, procurorii DIICOT au anunțat că doi cetățeni israelieni - Weiner Ron și Geclowicz David - au fost arestați pentru transfer neautorizat de date informatice și operațiuni ilegale cu dispozitive și programe informatice într-o presupusă tentativă de intimidare a procurorului șef DNA, Laura Codruța Kövesi.
Cei doi israelieni, angajați ai firmei israeliene Black Cube, ar fi foști agenți ai Serviciului de informații externe al Israelului, Mossad. Compania Black Cube, înființată de foști ofițeri Mossad și specializată în consultanță în materie de securitate și în colectarea de informații, a declarat că „în ultimele săptămâni, compania desfășura un proiect în numele unor asociați ai instituțiilor guvernamentale din România, în scopul colectării de dovezi despre grave acuzații de corupție în sistemul instituțiilor guvernamentale române. În acest context, doi angajați care făcuseră progrese importante în acest caz au fost arestați”.
Ambasada Israelului la București a precizat că autoritățile israeliene nu sunt implicate în cazul prezentat de mass-media din România arătând că ancheta îi vizează pe angajații unei companii private.
Laura Kövesi a declarat că presiunile presupușilor foști agenți Mossad au reprezentat „o încercare nereușită de intimidare”.
Directorul agenției israeliene de spionaj, Dan Zorella a insistat pe ideea că el a crezut că acțiunea Black Cube are avizul SRI și al președintelui, așa cum i-a spus Daniel Dragomir și fostul șef al Mossad.

### Parchetul European
Din septembrie 2019 Laura Kövesi ocupă funcția de procuror-șef, la Parchetul European, pe o perioadă de 7 ani.

## Acuzația de plagiat
Mugur Ciuvică a acuzat-o în anul 2012 pe Laura Kövesi că ar fi plagiat în lucrarea sa de doctorat. La 13 octombrie 2016, Grupul de Investigații Politice (GIP) a sesizat Consiliul Național de Atestare a Titlurilor, Diplomelor și Certificatelor Universitare (CNATDCU) în legătură cu plagiatul lui Kövesi. GIP a publicat o listă lungă cu pasaje comparate, similară celei publicate în cazul lui Victor Ponta. Diferența a fost că lista GIP nu a fost exactă, și GIP nu a cercetat în profunzime unele surse. Astfel, s-a putut dovedi ușor că acuzația a fost complet falsă, deoarece autoarea a publicat ea însăși textele presupus plagiate, în reviste de specialitate anterioare finalizării doctoratului, care ar fi fost mai apoi preluate în terțe articole, pe care GIP le-a presupus ca fiind cele după care s-a plagiat. De asemenea, autoarea a semnat unele dintre sursele mai vechi, presupus plagiate, cu numele de domnișoară, Lascu.
Lucrarea a fost verificată în 2016 și cu softul anti-plagiat, folosit de Departamentul de Justiție al SUA, însă rezultatul este ținut secret, iar rezultatul va fi dat publicității doar când Comisia de Etică a Universității de Vest Timișoara o va cere. În octombrie 2016, deputatul Sebastian Ghiță, cercetat penal în mai multe dosare, a depus, la Parchetul General, un autodenunț în care susține că, împreună cu mai mulți demnitari ai statului român, ar fi participat la falsificarea raportului tehnic de expertiză a tezei de doctorat a procurorului-șef DNA, Laura Codruța Kovesi. Pe 17 noiembrie 2016, Comisia de Etică și Deontologie Profesională a Universității de Vest din Timișoara declară: „Având în vedere că teza de doctorat supusă analizei are 11.512 rânduri, cele 564 de rânduri, găsite ca fiind similare în raport cu sesizarea înregistrată la UEFISCDI nr. 2567/13.10.2016 cu alte surse, reprezintă un grad de similaritate de 4,9 %. În absența unui raport al unei comisii de specialitate, Comisia de Etică și Deontologie Profesională din UVT își asumă în acest moment gradul de similaritate.”
O comisie de lucru a CNATDCU a analizat sesizarea de plagiat și a publicat un raport la 30 noiembrie 2016. Concluziile comune ale raportului conțin următoarele propuneri:
1. menținerea titlului de doctor al dnei Codruța Laura Kövesi
2. publicarea Raportului comun al Comisiei și anexarea acestuia la toate exemplarele din teza dnei Kövesi prezente în toate bibliotecile din țară
3. interzicerea publicării tezei în starea actuală, când – deși nu se poate reține plagiatul – în opinia comisiei, este sub standardele de calitate ale unei teze de doctorat.[50]

## Viața de familie
Laura Kövesi a divorțat în anul 2007, dar a păstrat numele de familie al fostului său soț.

## Premii, decorații, onoruri
- 2020: Personalitatea publică a anului de către publicația londoneză Emerging Europe.[52]
- 2019: Premiul „Femeia la putere” acordat de European Movement International și European Women’s Lobby acordat pentru că a arătat ”un extraordinar spirit de lider în Europa prin activitatatea sa notabilă de combatere a corupției la nivel înalt în România.[53]
- 2019: A fost aleasă de Facultatea de Drept a Universității Harvard pe lista celor 21 de personalități cu contribuții semnificative în domeniile drept și justiție.[54]
- 2016: Legiunea de Onoare din partea Republicii Franceze prin intermediul ambasadorului Franței la București, François Saint-Paul. El a arătat că această distincție a fost oferită pentru devotamentul în lupta împotriva corupției, pentru contribuția la construcția societății, dar și pentru „extraordinarul curaj” în această luptă.[55]
- 2016: Comandor al Ordinului Steaua Polară, conferit de regele Suediei pentru lupta împotriva corupției din România.[56]
- 2016: Premiului „Europeanul Anului” 2016, oferit de Reader's Digest.[57]
- 2015: Premiul Grupului pentru Dialog Social (GDS)[58]
- 2014: Premiul „Femei curajoase din România” din partea Ambasadei SUA.[59]
- 2012: Ordinul Național „Steaua României” - în grad de Cavaler - de la președintele Traian Băsescu.[60]
- 2011: Decorația „Ofițer al Ordinului Național al Meritului” oferită de președintele Franței.[61]
- 2011: „Certificat de apreciere pentru recunoașterea eforturilor speciale și a contribuției superioare la responsabilitățile de aplicare a legii de către United States Secret Service” atribuit de Directorul Secret Service al S.U.A.
- 2008: Premiul „Cybercrime Fighter Award”, atribuit de compania McAfee, S.U.A.[62]
- 2007: „Certificat de apreciere pentru recunoașterea eforturilor speciale și contribuției superioare la responsabilitățile de aplicare a legii de către United States Secret Service” atribuit de Directorul Secret Service al S.U.A.

### Interviuri
- EXCLUSIV - Procurorul General, Codruța Kovesi, intervievat de Cristian Tudor Popescu: Voi propune CSM ca identitatea „victimelor colaterale” din stenograme să fie protejată. VEZI VIDEO, 31 octombrie 2010, Gândul
- VIDEO Codruța Kövesi: „Banii negri merg în afaceri aparent legale”, 9 iulie 2010, George Rădulescu, Adevărul
- Codruța Kovesi, procurorul general al României : “De ce scapă mereu bogații? Răspunsul îl găsiți la instanțe“, 28 noiembrie 2011, Raluca Dan, Adevărul